# Agnières-en-Dévoluy
Agnières-en-Dévoluy var en kommun i departementet Hautes-Alpes i regionen Provence-Alpes-Côte d'Azur i sydöstra Frankrike. Kommunen låg i kantonen Veynes som ligger i arrondissementet Gap. Området som utgjorde den tidigare kommunen Agnières-en-Dévoluy hade 291 invånare år 2017.
Kommunen upphörde den 1 januari 2013, då den slogs samman med kommunerna La Cluse, Saint-Disdier och Saint-Étienne-en-Dévoluy till den nya kommunen Dévoluy.

## Befolkningsutveckling
Antalet invånare i kommunen Agnières-en-Dévoluy
| Referens: INSEE |